# Raimundo Fagner (álbum)
Raimundo Fagner é o terceiro  álbum de estúdio do cantor, compositor e instrumentista cearense Raimundo Fagner lançado pelo selo CBS, em 1976.

## Faixas
1. "Sinal Fechado"
2. "Conflito"
3. "Asa Partida"
4. "Pavor dos Paraísos"
5. "Corda de Aço"
6. "Calma Violência"
7. "Natureza Noturna"
8. "Matinada"
9. "Sangue e Pudins"
10. "Além do Cansaço"
11. "ABC"